# 15 minutos
15 minutos (15 minutes en inglés) es una película dramática y de acción del año 2001 protagonizada por Robert De Niro, Edward Burns, Kelsey Grammer, Avery Brooks y Melina Kanakaredes. El título es una referencia a la famosa cita del artista estadounidense Andy Warhol (1928-1987): «En el futuro todos tendrán sus 15 minutos de fama mundial».

## Sinopsis
Cuando Oleg y Emil, dos criminales provenientes de Europa del Este, llegan a Nueva York para recoger su parte del botín de un robo, Oleg roba una cámara de vídeo y comienza a filmar sus actividades, legales e ilegales. Cuando ven cómo los medios de comunicación estadounidenses pueden hacer ver a un asesino como víctima y además hacerlo rico, ellos planean asesinar a alguien importante para después vender la historia al popular programa sensacionalista de televisión Top Story.
El veterano detective de homicidios de la policía de Nueva York, Eddie Flemming (interpretado por Robert De Niro), quien es considerado una celebridad en la ciudad, investiga el presunto homicidio de una pareja proveniente de Europa del Este. Flemming supone que fueron asesinados y después quemados. Es entonces cuando conoce al bombero Jordy Warsaw (interpretado por Edward Burns), quien también investiga la escena del incendio y a su vez llega a la conclusión de que se trata de un homicidio. Ahora Flemming y Warsaw andan tras la pista de los peligrosos Oleg y Emil, quienes —por obtener algo de fama— están dispuestos a matar a cualquiera, incluso a Flemming.

## Reparto
| Actor              | Personaje                               | Descripción                    |
| ------------------ | --------------------------------------- | ------------------------------ |
| Robert De Niro     | Detective Eddie Flemming                |                                |
| Edward Burns       | Investigador de incendios Jordan Warsaw |                                |
| Kelsey Grammer     | Periodista Robert Hawkins               | Productor de televisión        |
| Avery Brooks       | Leon Jackson                            |                                |
| Melina Kanakaredes | Nicolette Karas                         | Novia del detective Flemming   |
| Karel Roden        | Asesino Emil Slovák                     |                                |
| Oleg Taktarov      | Asesino Oleg Razgul                     | Graba constantemente           |
| Vera Farmiga       | Víctima Daphne Handlová                 |                                |
| John DiResta       | Bobby Korfin                            |                                |
| James Handy        | Cap. Duffy                              |                                |
| Darius McCrary     | Tommy Cullen                            |                                |
| Bruce Cutler       | Él mismo                                |                                |
| Charlize Theron    | Rose Hearn                              |                                |
| Kim Cattrall       | Cassandra                               |                                |
| David Alan Grier   | Atracador del parque                    | Es atado a un tronco de árbol. |
| Vladimir Mashkov   | Milos Karlov                            |                                |
| Irina Gasanova     | Tamina Karlova                          |                                |
| Anton Yelchin      | Niño en el edificio en llamas.          |                                |
| Gabriel Casseus    | Unique                                  |                                |

## Producción
La cinta se rodó en las ciudades de Los Ángeles (California) y Nueva York de mayo a julio de 1999.
Originalmente estaba programada para ser estrenada por New Line Cinema en la primavera del año 2000, con tráileres teatrales que aparecieron a fines de 1999. Por razones desconocidas, la película se retiró del calendario de la primavera de 2000 y luego se retrasó hasta el año siguiente, el 9 de marzo de 2001.

## Recepción
15 minutos fue estrenada el 23 de marzo de 2001 y contó con un presupuesto estimado de 60 millones de dólares. La cinta falló en la taquilla, ya que recaudó 56 millones de dólares (24 millones en Estados Unidos y 32 millones en el extranjero).